# Iugoslávia 9–0 Zaire (Copa do Mundo FIFA de 1974)
A partida entre as seleções da Iugoslávia e do Zaire (atual República Democrática do Congo) foi realizada em 18 de junho de 1974 e foi válida pela segunda rodada do Grupo 2 da Copa do Mundo disputada na Alemanha Ocidental. Os Plavi venceram os Leopardos por 9 a 0, resultado que foi a maior goleada da história da Seleção Iugoslava em Copas e, até então, a maior na história do torneio, repetindo o mesmo placar da partida entre Hungria e Coreia do Sul, em 1954 (recorde que seria superado pela mesma seleção húngara em 1982, quando derrotou El Salvador por 10 a 1).

## Cenário pré-jogo
Na primeira rodada, a Iugoslávia empatou sem gols com o Brasil, enquanto o Zaire (embalado após o título da Copa das Nações Africanas, que na época era classificatória para o Mundial) foi derrotado pela Escócia por 2 a 0. Comandados por Blagoja Vidinić (técnico da Seleção Marroquina na Copa de 1970), os Leopardos receberiam carros, casas e férias no exterior de presente do ditador Mobutu Sese Seko caso obtivessem a vaga, porém descobriram, após o jogo contra a Escócia, que foram enganados: os dirigentes da Federação de Futebol do Zaire embolsaram o dinheiro destinado à seleção e comunicaram que não pagariam os prêmios. Revoltados, os jogadores ameaçaram entrar em greve, mas foram persuadidos pela organização do torneio e decidiram entrar em campo contra os iugoslavos.

## O jogo
Sem explicação aparente, Vidinić deixou Adelard Mayanga Maku, o melhor jogador do Zaire na partida contra a Escócia, no banco de reservas. A decisão motivou duas teorias da conspiração: uma era de que ele barrou o atacante de forma proposital, visando facilitar para a seleção rival; outra era de que havia obedecido um ordem de Mobutu para escalar reservas que apoiassem o regime.
Aos 8 minutos, Dušan Bajević abriu o placar após cruzamento do capitão Dragan Džajić pela esquerda. O próprio Džajić ampliou em cobrança de falta aos 14 minutos, e 4 minutos depois Ivica Šurjak recebeu de Jovan Aćimović e marcou o terceiro gol. Aos 21 minutos, Vidinić tirou Mwamba Kazadi para colocar o reserva Dimbi Tubilandu - foi a primeira substituição de um goleiro por questões táticas (os 3 gols saíram após jogadas aéreas). Um minuto após Tubilandu entrar em campo, saiu o quarto gol iugoslavo, marcado pelo zagueiro Josip Katalinski. Os jogadores do Zaire pediram impedimento que não existiu, e durante as reclamações, o lateral-direito Ilunga Mwepu tentou agredir o árbitro colombiano Omar Delgado, que se confundiu ao dar cartão vermelho a Mulamba Ndaye em vez de expulsar Mwepu.
Com 10 jogadores em campo, o Zaire sofreu o quinto gol aos 30 minutos, quando Bajević cabeceou à direita de Tubilandu. Vladislav Bogićević, também de cabeça, balançou as redes dos Leopardos pela sexta vez. Na segunda etapa, Vidinić colocou Mayanga no lugar de Etepe Kakoko, mas pouco fez para mudar o desempenho de sua equipe. O sétimo gol iugoslavo saiu aos 61 minutos, quando Branko Oblak cobrou falta e Tubilandu, ao tentar segurar, falhou e a bola entrou em seu canto direito. Após o lance, o operador do placar ficou preocupado, uma vez que não havia espaço para colocar o nome do autor dos outros gols, passando a usar o número da camisa. Ilija Petković fez o oitavo gol dos Plavi aos 65 minutos, e Bajević fez seu hat-trick aos 81 minutos. Após o jogo, Mayanga fez críticas ao desempenho do time:

## Detalhes
| 18 de junho de 1974 | Iugoslávia                                                                                                 | 9–0       | Zaire | Parkstadion, Gelsenkirchen                |
| 19:30               | Bajević 8', 30', 81' · Džajić 14' · Šurjak 18' · Katalinski 22' · Bogićević 35' · Oblak 61' · Petković 65' | Relatório |       | Público: 31,700 Árbitro: COL Omar Delgado |

| Iugoslávia | Zaire |

|                 |    |                     |     |
|                 |    |                     |     |
| GK              | 1  | Enver Marić         |     |
| RB              | 2  | Ivan Buljan         |     |
| CB              | 5  | Josip Katalinski    |     |
| CB              | 6  | Vladislav Bogićević |     |
| LB              | 3  | Enver Hadžiabdić    | 54' |
| CM              | 8  | Branko Oblak        |     |
| CM              | 10 | Jovan Aćimović      |     |
| AM              | 9  | Ivica Šurjak        |     |
| RF              | 7  | Ilija Petković      |     |
| CF              | 19 | Dušan Bajević       |     |
| LF              | 11 | Dragan Džajić (c)   |     |
| Técnico:        |    |                     |     |
| Miljan Miljanić |    |                     |     |

|                 |    |                      |     |     |
|                 |    |                      |     |     |
| GK              | 1  | Mwamba Kazadi        |     | 21' |
| RB              | 2  | Ilunga Mwepu         |     |     |
| CB              | 5  | Boba Lobilo          |     |     |
| CB              | 4  | Tshimen Bwanga       |     |     |
| LB              | 3  | Mwanza Mukombo       |     |     |
| MF              | 6  | Massamba Kilasu      |     |     |
| MF              | 8  | Mambwene Mana        |     |     |
| MF              | 10 | Mantantu Kidumu (c)  |     |     |
| RF              | 13 | Mulamba Ndaye        | 22' |     |
| CF              | 9  | Uba Kembo Kembo      |     |     |
| LF              | 21 | Etepe Kakoko         |     | 45' |
| Substituições:  |    |                      |     |     |
| GK              | 12 | Dimbi Tubilandu      |     | 21' |
| FW              | 14 | Adelard Mayanga Maku |     | 45' |
| Técnico:        |    |                      |     |     |
| Blagoja Vidinić |    |                      |     |     |

| Árbritos auxiliares: Vincente Llobregat (FVF) Ramón Barreto (AUF) |

## Classificação
| Classificação Final do Grupo 1                      | Classificação Final do Grupo 1 | Classificação Final do Grupo 1 | Classificação Final do Grupo 1 | Classificação Final do Grupo 1 | Classificação Final do Grupo 1 | Classificação Final do Grupo 1 | Classificação Final do Grupo 1 | Classificação Final do Grupo 1 | Classificação Final do Grupo 1 |
| Pos                                                 | Seleção                        | Pts                            | J                              | V                              | E                              | D                              | GP                             | GC                             | SG                             |
| --------------------------------------------------- | ------------------------------ | ------------------------------ | ------------------------------ | ------------------------------ | ------------------------------ | ------------------------------ | ------------------------------ | ------------------------------ | ------------------------------ |
| 1                                                   | Iugoslávia                     | 4                              | 3                              | 1                              | 2                              | 0                              | 10                             | 1                              | +8                             |
| 2                                                   | Brasil                         | 4                              | 3                              | 1                              | 2                              | 0                              | 3                              | 0                              | +3                             |
| 3                                                   | Escócia                        | 4                              | 3                              | 1                              | 2                              | 0                              | 3                              | 1                              | +2                             |
| 4                                                   | Zaire                          | 0                              | 3                              | 0                              | 0                              | 3                              | 0                              | 14                             | –14                            |
| *Notas: 2 pontos para o vencedor e 1 para o empate. |                                |                                |                                |                                |                                |                                |                                |                                |                                |

|  |                              |
|  | Classificadas para a 2ª Fase |
|  | Eliminadas                   |

## Pós-jogo
No vestiário do Parkstadion, os jogadores do Zaire receberam emissários de Mobutu, que fizeram uma ameaça ao elenco: se sofressem 4 ou mais gols do Brasil, não voltariam vivos ao país. Os Leopardos perderam por 3 a 0 e deixaram a Copa com a pior campanha: 3 derrotas, 14 gols sofridos e nenhum marcado. Ao desembarcarem no Aeroporto de N'djili, em Kinshasa, os jogadores não encontraram ninguém para recebê-los.
Como resposta ao fraco desempenho da seleção, o governo não pagou a premiação aos atletas (que foram também impedidos de defender equipes do exterior e alguns também foram expulsos do time), além de retirar o apoio financeiro à equipe.